# سینما متروپل (فیلم)
سینما متروپل فیلم ایرانی به کارگردانی محمدعلی باشه‌آهنگر، نویسندگی محمدعلی باشه‌آهنگر و حامد باشه‌آهنگر، و تهیه‌کنندگی سید حامد حسینی محصول سال ۱۴۰۱ است. این فیلم هفتمین اثر محمدعلی باشه‌آهنگر می‌باشد که نخستین‌بار در چهل و یکمین دوره جشنواره بین‌المللی فیلم فجر به نمایش درآمد و با نامزدی در ۱۳ رشته دارای بیشترین تعداد نامزدی در این دوره از جشنواره فیلم فجر بود و توانست در ۳ رشته بهترین کارگردانی، بهترین فیلم و بهترین فیلمبرداری جایزه سیمرغ بلورین را از آن خود کند.

## داستان
سینما متروپل به روزهای جنگ می‌پردازد و قصه سینما در جنگ در شهر آبادان را روایت می‌کند.

## بازیگران
- مجتبی پیرزاده
- نوشین مسعودیان
- هومن برق‌نورد
- حسین باشه‌آهنگر
- رضا کیانیان
- پریوش نظریه
- مهتاب نصیرپور
- شهاب عسگری
- سهراب منصوری
- فرید قبادی
- هادی عامل هاشمی
- حسین پوریده
- شهریار فرد

## جوایز و نامزدی‌ها
| مراسم                                       | تاریخ برگزاری | رده                              | نامزد                               | نتیجه        | منبع        |
| ------------------------------------------- | ------------- | -------------------------------- | ----------------------------------- | ------------ | ----------- |
| چهل و یکمین دوره جشنواره بین‌المللی فیلم فجر | ۲۲ بهمن ۱۴۰۱  | بهترین طراحی صحنه                | عباس بلوندی و مهدی قوچانی           | نامزدشده     | [ ۳ ] [ ۴ ] |
| چهل و یکمین دوره جشنواره بین‌المللی فیلم فجر | ۲۲ بهمن ۱۴۰۱  | بهترین طراحی لباس                | عباس بلوندی و مهدی قوچانی           | نامزدشده     | [ ۳ ] [ ۴ ] |
| چهل و یکمین دوره جشنواره بین‌المللی فیلم فجر | ۲۲ بهمن ۱۴۰۱  | بهترین جلوه‌های ویژه میدانی       | محسن روزبهانی                       | نامزدشده     | [ ۳ ] [ ۴ ] |
| چهل و یکمین دوره جشنواره بین‌المللی فیلم فجر | ۲۲ بهمن ۱۴۰۱  | بهترین تدوین                     | حمید باشه آهنگر                     | نامزدشده     | [ ۳ ] [ ۴ ] |
| چهل و یکمین دوره جشنواره بین‌المللی فیلم فجر | ۲۲ بهمن ۱۴۰۱  | بهترین فیلمبرداری                | علیرضا زرین دست                     | برنده        | [ ۳ ] [ ۴ ] |
| چهل و یکمین دوره جشنواره بین‌المللی فیلم فجر | ۲۲ بهمن ۱۴۰۱  | بهترین صداگذاری بهترین صدابرداری | عباس رستگارپور و حسین ابوالصدق      | نامزدشده     | [ ۳ ] [ ۴ ] |
| چهل و یکمین دوره جشنواره بین‌المللی فیلم فجر | ۲۲ بهمن ۱۴۰۱  | بهترین فیلمنامه                  | محمدعلی باشه آهنگر و حامد باشه‌آهنگر | نامزدشده     | [ ۳ ] [ ۴ ] |
| چهل و یکمین دوره جشنواره بین‌المللی فیلم فجر | ۲۲ بهمن ۱۴۰۱  | بهترین نقش اول زن                | نوشین مسعودیان                      | نامزدشده     | [ ۳ ] [ ۴ ] |
| چهل و یکمین دوره جشنواره بین‌المللی فیلم فجر | ۲۲ بهمن ۱۴۰۱  | بهترین نقش مکمل زن               | پریوش نظریه                         | نامزدشده     | [ ۳ ] [ ۴ ] |
| چهل و یکمین دوره جشنواره بین‌المللی فیلم فجر | ۲۲ بهمن ۱۴۰۱  | بهترین نقش مکمل مرد              | هومن برق نورد                       | دیپلم افتخار | [ ۳ ] [ ۴ ] |
| چهل و یکمین دوره جشنواره بین‌المللی فیلم فجر | ۲۲ بهمن ۱۴۰۱  | بهترین کارگردانی                 | محمدعلی باشه آهنگر                  | برنده        | [ ۳ ] [ ۴ ] |
| چهل و یکمین دوره جشنواره بین‌المللی فیلم فجر | ۲۲ بهمن ۱۴۰۱  | بهترین فیلم                      | حامد حسینی                          | برنده        | [ ۳ ] [ ۴ ] |